# Universidad de Virginia Occidental

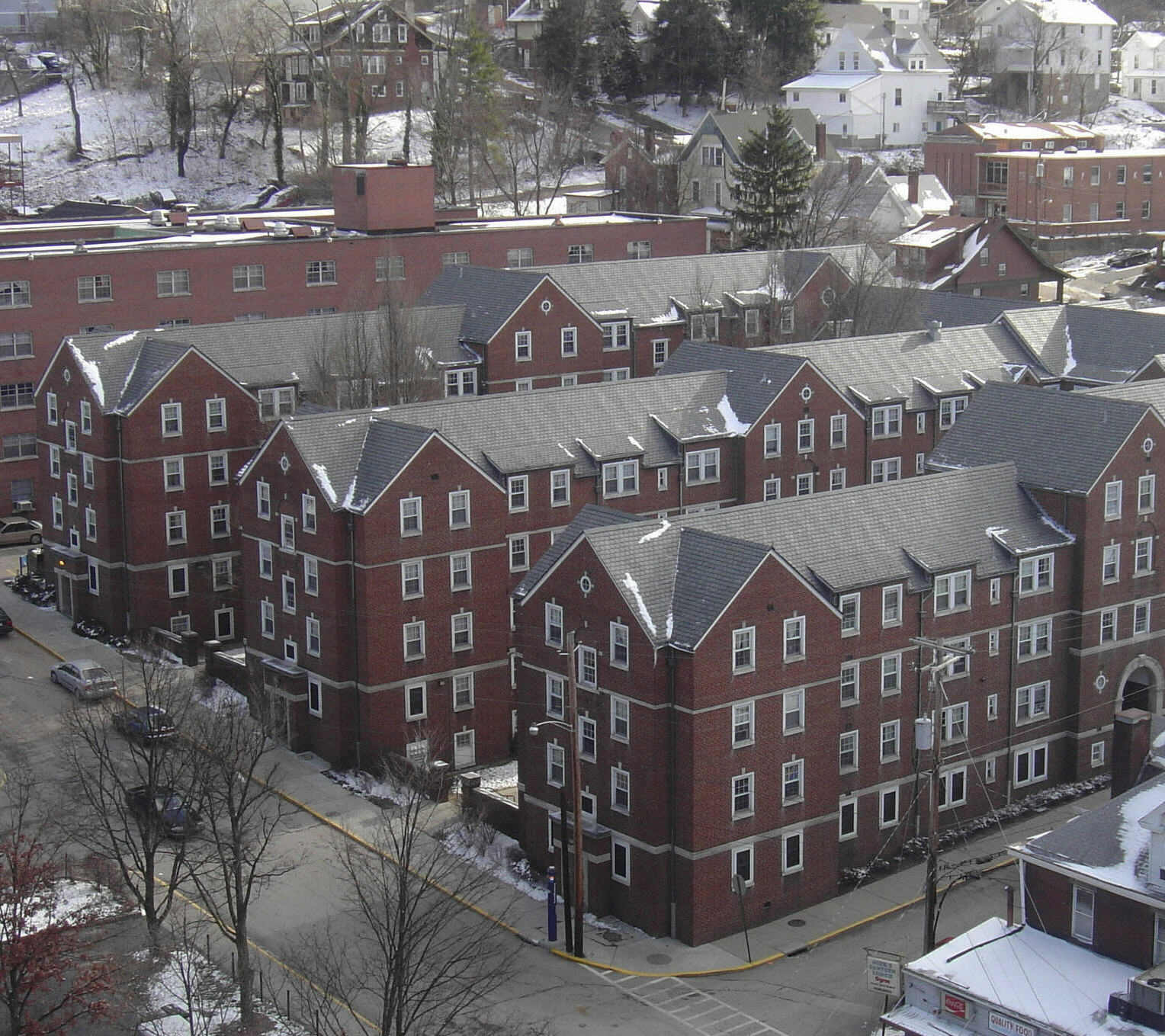
Boreman Hall, una de las más antiguas residencias del campus.

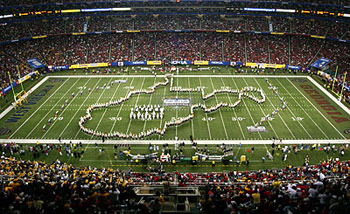

La Universidad de Virginia Occidental (WVU por las iniciales de su nombre, West Virginia University en idioma inglés) es una universidad pública ubicada en Virginia Occidental, Estados Unidos. Fue fundada en 1867, en Morgantown. 
La Universidad de Virginia Occidental es actualmente la mayor institución de enseñanza superior del Estado. Desde el año 2001, su órgano rector es la junta de gobierno de WVU.

## Escuelas y facultades
WVU consta de 15 escuelas y facultades:
- Davis College of Agriculture, Forestry, & Consumer Sciences
- Eberly College of Arts & Sciences
- College of Business & Economics
- College of Creative Arts
- Benjamin M. Statler College of Engineering & Mineral Resources
- College of Human Resources & Education
- Perley Isaac Reed School of Journalism
- West Virginia University College of Law
- West Virginia University School of Dentistry
- West Virginia University School of Medicine
- School of Nursing
- School of Pharmacy
- College of Physical Activity & Sports Sciences
- Potomac State College
- WVU Institute of Technology

El servicio de extensión universitaria tiene oficinas en cada uno de los 55 condados del estado.

## Alumnado famosos
- Kadeisha Buchanan – futbolista canadiense
- Jay Chattaway - Compositor de la banda musical de Star Trek
- Stephen Coonts - Autor colaborador del New York Times
- Johannes "Joe" Herber - jugador de baloncesto
- Don Knotts - músico
- Joe Manchin - El gobernador n.º 34. de West Virginia
- Jerome Alan "Jerry" West - jugador de baloncesto de las ligas WVU & NBA
- Mohammed Shabir - político palestino candidato a la presidencia de la autonomía palestina
- Diane E. Papalia - psicóloga[3]
- Katherine Johnson - Matemática de la NASA